# Nižné Ladičkovce
Nižné Ladičkovce és un poble i municipi d'Eslovàquia. Es troba a la regió de Prešov, al nord del país.

## Història
La primera referència escrita de la vila data del 1478.

## Demografia
| Godina             | 1994 | 2004   | 2014   | 2024   |
| ------------------ | ---- | ------ | ------ | ------ |
| Nombre de persones | 344  | 365    | 353    | 321    |
| Diferència         |      | +6,10% | −3,28% | −9,06% |

| Godina             | 2023 | 2024   |
| ------------------ | ---- | ------ |
| Nombre de persones | 325  | 321    |
| Diferència         |      | −1,23% |